# Керований випрямляч

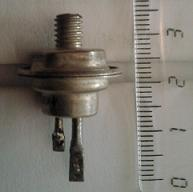
Рис.1 Тиристор

Керований випрямляч напруги  — вид випрямляча напруги, що забезпечує можливість регулювання випрямленої напруги. Як керовані елементи в схемах керованих випрямлячів напруги найчастіше використовують тиристори (рис.1).

## Властивості керованих вентилів
Основні властивості тиристора:
- тиристор, як і діод, проводить струм в одному напрямку, проявляючи себе як випрямляч;
- тиристор переводиться з вимкненого стану в увімкнений при подачі сигналу на керуючий електрод і, як вимикач, має два стійкі стани. Проте для повернення тиристора у вимкнений стан необхідно виконати спеціальні умови;
- керуючий струм, необхідний для переводу тиристора із вимкненого стану в увімкнений, є малим, порівняно зі струмом який може проходити в напрямку анод — катод (декілька міліампер при робочому струмі в декілька ампер і навіть в декілька десятків ампер).
- середній струм через навантаження, включене послідовно з тиристором, можна точно регулювати залежно від тривалості сигналу на керуючому електроді. Тиристор в цьому випадку працює як регулятор потужності.

Завдяки цим властивостям тиристора виникає можливість довільно керувати затримкою моменту його відпирання при наявності на ньому прямої напруги. Ця властивість дозволяє створювати схеми випрямлячів з регулюванням вихідної напруги, а також в деяких випадках реалізувати швидкодійну систему захисту випрямляча.

## Реалізація керованих випрямлячів
Для реалізації керованих випрямлячів використовуються ті ж схеми з'єднання вентильних елементів, що і для некерованих(однопівперіодна схема, схема з нульовим виводом, мостова схема випрямляча). Для цього в схему замість некерованих елеметів(діодів) поміщать керовані(тиристори), а також задають кут керування {\displaystyle \alpha }  — тобто момент подавання імпульсу керування на керуючий електрод. 

Найпростіша схема однопівперіодного керованого випрямляча наведена на рис.2.

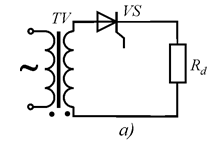
Рис.2 Однопівперіодна схема керованого випрямляча.

Керований режим роботи випрямляча, при якому може змінюватися кут керування {\displaystyle \alpha }  проілюстрований часовою діаграмою на рис.3.

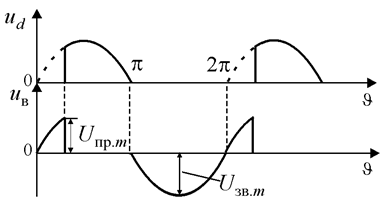
Рис.3 Керований режим випрямляча

Середнє значення випрямленої напруги випрямляча складає:
{\displaystyle U_{d\alpha }={\frac {1}{2\pi }}\centerdot \int \limits _{\alpha }^{\pi }U_{dm}\,\centerdot \sin \vartheta d\vartheta ={\frac {U_{dm}}{2\pi }}\centerdot (1+\cos \alpha )={\frac {U_{d0}}{2}}\centerdot (1+\cos \alpha ),} 

де {\displaystyle U_{d0}={\frac {U_{dm}}{\pi }}.}

## Типові схеми керованих випрямлячів
Щоб реалізувати керований випрямляч в схемах випрямлячів некеровані елементи замінюються керованими. На рисунках 4,5,6,7 наведені різні схеми керованих випрямлячів, а нижче описані основні переваги та недоліки.

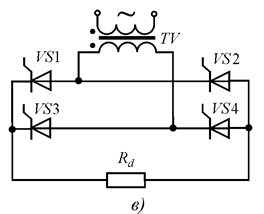
Рис.4 Мостова схема однофазного керованого випрямляча.

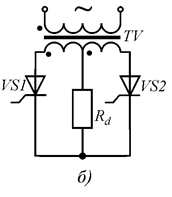
Рис.5 Однофазна схема керованого випрямляча з нульовим виводом.

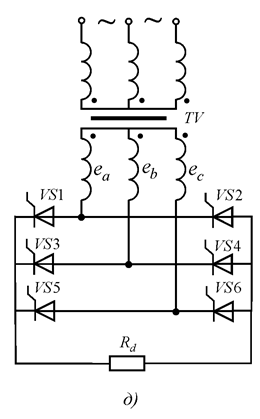
Рис.6 Трифазна мостова схема керованого випрямляча.

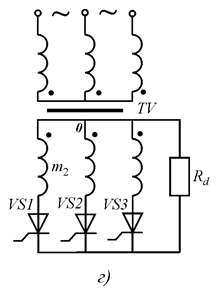
Рис.7 Трифазна схема керованого випрямляча з нульовим виводом.

Однофазний однопівперіодний керований випрямляч:

Переваги: мінімальна кількість елементів, простота реалізації, простота системи керування.

Недоліки: низький коефіцієнт потужності, висока пульсація випрямленої напруги. 

Однофазний керований випрямляч з нульовим виводом:

Переваги: вищий коефіцієнт потужності, низька пульсація випрямленої напруги.

Недоліки: ускладнена система керування, збільшений розмір трансформатора.

Однофазна мостова схема керованого випрямляча:

Переваги: оптимальне використання можливостей трансформатора, вищий коефіцієнт потужності, низька пульсація випрямленої напруги.

Недоліки: ускладнена система керування, велика кількість елементів схеми випрямлення.

Трифазний керований випрямляч з нульовим виводом:

Переваги: можливе створення випрямлячів великої потужності, низька пульсація випрямленої напруги, простота реалізації.

Недоліки: низький коефіцієнт потужності, складна система керування, неефективне використання можливостей трансформатора.

Мостовий трифазний керований випрямляч:

Переваги: можливе створення випрямлячів великої потужності, вищий коефіцієнт потужності, низька пульсація випрямленої напруги, простота реалізації, ефективне використання можливостей трансформатора.

Недоліки: складна система керування, велика кількість елементів схеми випрямлення.